# Дом потерянных душ
«Дом потерянных душ» (чеш.  Dům ztracených duší)— чехословацкий детектив 1967 года режиссёра Иржи Ганибала по сценарию Павела Хейцмана, известного автора детективных рассказов, позже переделанному им в рассказ «Дом за радужной стеной».

## Сюжет
Сбежавший пациент психиатрической лечебницы Франц Мус найден застреленным в лесу. В ходе расследования капитан Гавел и лейтенант Мареш лишь вникают в суть сложного дела. Из показаний сотрудников Гавел узнает, что Муз — бывший нацистский офицер, после войны был отдан под суд за военные преступления, но в итоге его отправили в больницу. Там он делил комнату с Йозефом Коздерой, проводил время за рисованием и несколько раз пытался сбежать. Время от времени его навещал гражданин Германии Гебауэр. Гавел хочет допросить Коздеру, но не успевает — Козедру убивают. Осмотр картин Муса приводит детективов на Золотую поляну в лесу недалеко от лечебницы, где в тайнике обнаруживают редкие картины, которые Мус, возможно, спрятал там. Гавелу и его коллегам удается установить женщину, чей портрет висел в комнате Муса, хотя она давно умерла, но у её дочери Ирены детективы видят фотографию, на которой также есть санитар Вернер из больницы. Однако, вернувшись в институт, они обнаруживают, что Вернер отравлен. Дело, кажется, зашло в тупик, но в это время приходит сообщение что из Германии приезжает герр Гебауэр, чтобы забрать вещи его погибшего друга, и особенно его рисунки. Гавел расставляет ловушку, в которую — если Гебайэр знает о похищенных картинах и имеет отношение к убийству — должен попасть. И помоч разыграть сцену ему должна молодая сотрудница Алена Рыдлова.

## В ролях
- Иржи Адамира — капитан Гавел
- Мирослав Зунар — лейтенант Мареш
- Яна Штепанкова — Алена Рыдлова
- Александра Мышкова — сестра Филиберта, настоящее имя Анна Вацлавикова
- Йиржина Йираскова — доктор Радка Дворжакова
- Радослав Брзобогаты — доктор Ян Коларж
- Йозеф Блага — главный врач Голы
- Эва Кубешова — Марта Голы, жена главврача
- Владимир Меншик — прапорщик Скорепа
- Ян Янский — санитар Вернер
- Станислав Литера — пациент Йозеф Коздера
- Карел Деллапина — начальник гаража
- Ота Скленчка — судмедэксперт
- Милан Рис — искусствовед
- Станислава Бартошова — архивистка
- Иржи Чимицкий — пациент Бенеш
- Иржи Фукс — пациент Баранек
- Иржи Костка — егерь Пешек
- Яна Маркова — Ирена Шварцова
- Ян Котва — спутник Ирены
- Антонин Крыл — водитель

## Съёмки
Место съёмок — Желивский монастырь, где в то время располагался филиал городской психиатрической больницы Гавличкува-Брода, в эпизодах снимались пациенты больницы.

## Критика
В фильме аутентичные помещения Желивского монастыря породили образ сумасшедшего дома — одновременно убежища и тюрьмы, спрятанного в отдаленном уголке  и полного странных, несчастливых персонажей. Среди «потерянных душ» здесь не только пациенты, но и их опекуны и врачи — и среди секретов, которые скрывают массивные каменные стены больницы, есть «аморальные» внебрачные отношения, которые поддерживает женатый главврач Голы с доктором Радкой. В лучших традициях чехословацкой Новой волны здесь используется черно-белая камера и экстатическая музыка. Морально и архитектурно заброшенная обстановка играет решающую роль в повествовании: оператор Йозеф Ваниш и монтажер Зденек Штелик используют ее для создания вневременной, экзистенциально отчужденной атмосферы, созвучной названию фильма. — Alena Prokopová, Filmový přehled, 2016

Атмосферная драма. Камерное изображение сохраняет медленный темп. Однако привлекательность истории о поисках убийцы сбежавшего пациента психиатрической больницы — бывшего нацистского военного преступника — по-прежнему гарантируется тщательно сконструированной мрачной атмосферой. Это также работает достоверно благодаря сочетанию неактеров и опытных актёров.— Filmový přehled